# Ławriwka (obwód winnicki)
Ławriwka (ukr. Лаврівка, hist. pol. Ławrówka) – wieś na Ukrainie, w obwodzie winnickim, w rejonie winnickim, w hromadzie Stryżawka. W 2001 liczyła 862 mieszkańców, spośród których 848 wskazało jako ojczysty język ukraiński, 9 rosyjski, 3 białoruski, a 2 inny